# Liste des sénateurs du Bas-Rhin
Cet article présente la liste des sénateurs élus dans le Bas-Rhin.

## Sous laIIIeRépublique

### Sénateurs de 1920 à 1927
- Nicolas Delsor (UPR), sénateur de 1920 à 1927, ancien membre du Reichstag impérial Allemand.
- Michel Diebolt-Weber (Démocrate), sénateur de 1920 à 1935 .
- Frédéric Eccard (Démocrate), sénateur de 1920 à 1935 (battu).
- Émile Taufflieb (app UPR), sénateur de 1920 à 1927 (battu).
- Lazare Weiller (app UPR), sénateur de 1920 à 1928, ancien député de Charente, et père de Paul-Louis Weiller.

### Sénateurs de 1927 à 1935
Michel Diebolt-Weber (Démocrate) et Frédéric Eccard (Démocrate) sont réélus et trois nouveaux sénateurs sont élus :
- Hubert d'Andlau de Hombourg (UPR), sénateur de 1927 à 1940, membre du groupe de l'union républicaine.
- Jean de Leusse (UPR puis APNA), sénateur de 1927 à 1940.
- Eugène Muller (UPR), sénateur de 1927 à 1940, ancien député de 1919 à 1924.

### Sénateurs de 1935 à 1940
Hubert d'Andlau de Hombourg, Jean de Leusse et Eugène Muller sont réélus et deux nouveaux sénateurs remplacent Michel Diebolt-Weber et Frédéric Eccard :
- Joseph Sigrist (UPR), sénateur de 1935 à 1940, député en 1946.
- Jean-Jacques Urban (Démocrate), sénateur de 1935 à 1940.

## Sous laIVeRépublique
- Jean-Philippe Bapst (MRP), sénateur de 1958 à janvier 1959.
- Albert Ehm (MRP, sénateur de 1947 à 1950 (démissionne). Il quittera le MRP pour rejoindre le mouvement gaulliste, et sera élu député de Sélestat de 1958 à 1978.
- Robert Hoeffel (RPF), sénateur de 1948 à 1959, il est battu en 1959 à la surprise générale à la tête de la liste gaulliste. Maire de Handschuheim
- Ernest Koessler (MRP), sénateur de 1952 à 1958.
- Alfred Oberkirch, (MRP), sénateur de 1946 à 1947 (décès). Ancien député (UPR puis APNA) de Sélestat de 1919 à 1940.
- René Radius (RPF), sénateur de 1948 à 1958.Il est élu député de Strasbourg en 1958 (jusqu'en 1978), adjoint au maire de Strasbourg.
- Paul Wach (MRP), sénateur de 1952 à 1968, adjoint au maire de Strasbourg.
- Alfred Wehrung (MRP), sénateur de 1946 à 1948 (battu) puis de 1950 à 1952 (battu).
- Alfred Westphal (RPF), sénateur de 1946 à 1952 (battu), maire de Diemeringen, conseiller général de Drulingen. Il est élu député de Saverne de 1962 à 1973.

## Sous laVeRépublique

### Sénateurs de 1959 à 1968
- Louis Jung MRP, maire et conseiller général d'Harskirchen.
- Michel Kauffmann MRP, maire d'Ittenheim
- Michel Kistler MRP, maire d'Herrlisheim
- Paul Wach MRP, premier adjoint au maire de Strasbourg.

À la suite du succès de l'UNR aux élections législatives de novembre 1958, qui avait fortement affaibli le MRP dans le département, les élections sénatoriales inversèrent la tendance, en permettant un important succès des démocrates-chrétiens, obtenu au détriment de la liste gaulliste, menée par le sénateur Robert Hoeffel. La liste MRP, emmenée par un proche du nouveau maire de Strasbourg Pierre Pflimlin, le sénateur sortant Paul Wach, présentait l'avantage de combiner la représentation de Strasbourg et du monde rural, avec la présence de trois élus de terrain; Michel Kauffmann, ancien député RPF ayant rejoint le MRP sur la question européenne, Michel Kistler, représentant de l'Outre-Forêt, et Louis Jung, qui devait rester sénateur jusqu'en 1995, bénéficiant d'une longévité peu commune. Cette liste triompha dès le premier tour du « grand favori » de l'élection - preuve de l'âpreté de la compétition au sénat - le sénateur sortant Robert Hoeffel. Sa liste, composée de deux maires ruraux - R.Hoeffel et Alfred Westphal de Diemeringen, du maire d'Obernai, Marcel Gillmann, et du maire de Schiltigheim, Georges Ritter. Face à la campagne active menée par le MRP, l'UNR, peu présente, perdît finalement les deux sièges dont elle disposait jusqu'alors. Deux des colistiers de R. Hoeffel, MM Westphal et Ritter, furent par la suite élus à l'assemblée nationale en 1962. Cette élection avait montré la persistance de l'influence du MRP auprès des « grands électeurs ».

### Sénateurs de 1968 à 1977
- Louis Jung (UCDP- Union Centriste des Démocrates de Progrès), maire et conseiller général d'Harskirchen.
- Michel Kauffmann (UCDP-Union Centriste des Démocrates de Progrès), maire d'Ittenheim.
- Alfred Kieffer (UCDP-Union Centriste des Démocrates de Progrès), maire d'Eichhoffen.
- Michel Kistler (UCDP-Union Centriste des Démocrates de Progrès), maire d'Herrlisheim.
- Armand Kientzi (UCDP-Union Centriste des Démocrates de Progrès), succède à Michel Kistler, décédé le 5 mai 1976.

Organisées à la suite du triomphe gaulliste aux élections de 1968, les élections sénatoriales devaient provoquer une surprise importante, la liste centriste MRP conservant en effet ses quatre sièges, alors que l'ensemble des candidats gaullistes échouait assez nettement. La liste MRP, emmenée par le sénateur sortant, Michel Kauffmann, très connu dans les milieux agricoles du département, était marquée par son caractère rural, aucun représentant de la ville de Strasbourg. Trois sénateurs sortants la composait, outre M.Kauffmann, Louis Jung, implanté en Alsace bossue, Michel Kistler, et Alfred Kieffer, qui remplaçait l'adjoint au maire de Strasbourg, Paul Wach, qui ne se représentait pas. À l'opposé, la liste gaulliste était assez nettement orientée autour de la capitale régionale, c'était en effet, le premier adjoint au maire de Strasbourg, Robert Baillard, qui la menait, avec Francis de Turckheim et Paul Kauss notamment. À la surprise de l'ensemble des observateurs, les "grands électeurs" manifestèrent leur volonté d'équilibrer la représentation parlementaire du département, en confirmant dès le premier tour la liste MRP, infligeant un dur revers aux gaullistes. Cette élection représenta le début de la remontée du centre-droit démocrate-chrétien au détriment des gaullistes dans le département, phénomène qui devait s'amplifier après 1973.

### Sénateurs de 1977 à 1986
- Daniel Hoeffel  (UDF) démissionne le 5 mai 1978 (devenu membre du Gouvernement Raymond Barre (3)). Redevenu sénateur le 27 septembre 1981. Maire de Handschuheim.
- Jean-Paul Hammann (RPR) démissionne le 28 juillet 1981. Maire d'Ittenheim.
- Louis Jung (Union Centriste - UDF). Maire et conseiller général d'Harskirchen.
- Paul Kauss (RPR), maire et conseiller général de Bischwiller.
- Marcel Rudloff (Union Centriste - UDF). Adjoint au maire de Strasbourg, conseiller général de Strasbourg IV.

Confrontée au retrait de trois des quatre sénateurs sortants - seul Louis Jung avait décidé de se représenter - la liste d'union CDS-RPR présenta un important renouvellement, tant politique que personnel, et remporta facilement les quatre sièges mis en jeu. Trois personnalités nouvelles accompagnait Louis Jung: l'indépendant président du CESA, bientôt proche du CDS, Daniel Hoeffel, fils de l'ancien sénateur RPF Robert Hoeffel, menait la liste. Le sénateur sortant Jung occupait la seconde place. Les gaullistes étaient à nouveau présent, après leurs éliminations en 1959 et 1968, avec le maire de Bischwiller, Paul Kauss. Enfin, la ville de Strasbourg, jusqu'alors absente de la représentation sénatoriale du département, était représenté par l'adjoint au maire et conseiller général, Marcel Rudloff. En dépit d'une liste "divers droite" de maires ruraux, critiquant la composition de la liste officielle, et notamment l'absence de représentant du sud du département, et de la candidature isolée du maire de Sélestat, Maurice Kubler, la liste CDS-RPR emporta dès le premier tour tous les sièges, avec des scores variant de 75 % à 67 %. Les listes de gauche ne connurent qu'un succès très marginal. Ces élections marquait la montée en puissance de Daniel Hoeffel, qui devait rapidement rentrer au gouvernement, puis emporter la présidence du conseil général en 1979, contre André Bord. Par ailleurs, elle permettait aussi à Marcel Rudloff d'être élu président du conseil régional en 1980, puis de succéder à Pierre Pflimlin au poste de maire de Strasbourg en 1983.

### Sénateurs de 1986 à 1995
- Daniel Hoeffel  (UDF) démissionne le 29 avril 1993 (devenu membre du  Gouvernement Édouard Balladur), président du conseil général, élu du canton de Strasbourg VII, maire de Handschuheim.
- Jean-Paul Hammann (RPR) devenu sénateur le 30 avril 1993 en remplacement de Daniel Hoeffel, maire d'Ittenheim.
- Paul Kauss, RPR, maire de Bischwiller, décédé en 1991
- Joseph Ostermann (RPR) devenu Sénateur le 4 novembre 1991 à la suite du décès de Paul Kauss maire et conseiller général de Wasselonne.
- Louis Jung (Union Centriste - UDF), maire de Harskirchen.
- Philippe Richert (Union Centriste - UDF) élu le 27 septembre 1992, élu du Canton de La Petite-Pierre
- Marcel Rudloff (Union Centriste - UDF) nommé membre du Conseil constitutionnel le 5 mars 1992. Maire de Strasbourg, président du Conseil régional d'Alsace.
- André Traband (Union Centriste - UDF) devenu sénateur le 6 mars 1992 en remplacement de Marcel Rudloff, nommé membre du Conseil constitutionnel, maire d'Haguenau.

Emmenées par les sénateurs sortants, personnalités politiques dominantes du département et de la région, Daniel Hoeffel président du conseil général, et Marcel Rudloff, président du conseil régional et maire de Strasbourg, ainsi que par les sénateurs sortants, Louis Jung et Paul Kauss, la liste d'union UDF-RPR remporta un succès massif. Chacun des quatre candidats dépassait en effet 80 % des voix. Aucune liste dissidente ne s'était présenté contre une liste composée des « poids lourds » de la vie politique alsacienne de la période. Cette équipe fut cependant modifiée par deux évènements importants: le décès de Paul Kauss en 1991, remplacé par son suppléant Joseph Ostermann; la nomination au conseil constitutionnel de Marcel Rudloff en 1992, et le décès peu après de son suppléant, André Traband. Une élection partielle fut donc organisée en septembre 1992, opposant le maire de Marlenheim, Xavier Muller, au conseiller général de La Petite-Pierre, Philippe Richert. C'est ce dernier, bénéficiant de l'investiture officielle UDF-RPR, qui l'emporta nettement au second tour.

### Sénateurs de 1995 à 2004
- Philippe Richert (UDF puis UMP), élu conseiller général dans le canton de La Petite-Pierre
- Daniel Hoeffel  (UDF puis UMP), président du conseil général, élu du canton de Strasbourg VII, maire de Handschuheim.
- Joseph Ostermann (RPR puis UMP), maire et conseiller général de Wasselonne.
  - Élection annulée par le Conseil Constitutionnel le 16 décembre 1995
  - Réélu le 11 février 1996
- Francis Grignon (UDF puis UMP), maire et conseiller général de Nordhouse.

Organisées peu après les élections présidentielles et municipales de 1995, marquées par un important renouvellement du corps des "grands électeurs", les sénatoriales ne présentèrent que peu de surprises. La liste d'union UDF-RPR, menée par le sénateur sortant et "patron" du département, Daniel Hoeffel, réussit à faire élire ses quatre membres, en dépit d'une intense concurrence à droite. Les candidatures "dissidentes" de plusieurs personnalités importantes, tels le maire de Marlenheim Xavier Muller, celui de Bischheim, André Klein-Mosser, ou de Jean Waline, échouèrent toutes assez nettement. Cependant, pour la première fois depuis 1945, une partie des sénateurs élus durent attendre le second tour, signe de la forte division régnant à droite. Si Daniel Hoeffel et Philippe Richert furent facilement réélus dès le premier tour, Joseph Ostermann et Francis Grignon, choisi par Daniel Hoeffel, ne passèrent en effet qu'au second tour. La liste PS, en dépit d'un bon résultat du maire de Sélestat Gilbert Estève, ne réussit pas à faire élire un de ses membres.

### Sénateurs de 2004 à 2014
Les sénateurs du Bas-Rhin élus le 26 septembre 2004 voient leur élection invalidée le 26 novembre 2004 par le Conseil constitutionnel. Ils sont tous réélus le 20 février 2005 :
- Philippe Richert (UMP), nommé au gouvernement et remplacé par André Reichardt le 15 décembre 2010 ;
- Fabienne Keller (UMP), conseillère municipale de Strasbourg, maire de Strasbourg jusqu'en 2008 ;
- Francis Grignon (UMP), conseiller général du Canton d'Erstein ;
- Esther Sittler (UMP), maire de Herbsheim ;
- Roland Ries (PS), maire de Strasbourg à partir de 2008.

À la suite de la modification du mode de scrutin sénatorial, ainsi que l'ajout d'un cinquième siège pour le département, les élections de 2004 eurent lieu pour la première fois à la proportionnelle de liste. Ce nouveau mode de scrutin devait provoquer d'importantes divisions au sein de la UMP-UDF, aboutissant à l'échec surprise de Daniel Hoeffel. Au terme d'importantes discussions préliminaires entre Philippe Richert et Daniel Hoeffel, dont le principal point d'achoppement résidait dans l'attribution de la tête de la liste, ce dernier choisit de mener une liste indépéndante divers droite, avec la conseillère générale de Saales, Alice Morel. La division de la droite s'accentuait encore avec la constitution d'une liste UDF autonome, conduite par le maire de Pfaffenhoffen Pierre Marmillod, refusant à la fois l'alliance avec la liste UMP de Philippe Richert, et l'idée d'une alliance avec Daniel Hoeffel. Conséquence de cette situation pour le moins embrouillée, les "grands électeurs" ne dispersèrent que peu leurs suffrages, accordant une nette majorité et quatre sièges à la liste de Philippe Richert, ce qui permettait l'entrée au sénat du maire de Strasbourg, Fabienne Keller, ainsi que de la candidate UDF, Esther Sittler, maire d'Herbsheim. La liste PS, conduite par Roland Ries, obtenait comme prévu un siège. La surprise résidait dans l'échec - pour quelques voix - de Daniel Hoeffel, qui subissait à 45 ans d'intevalle le même sort que son père, et démissionna peu après de la présidence de l'association des maires de France. L'annulation de l'élection par le Conseil constitutionnel donna lieu à une nouvelle élection en février 2005, à laquelle Daniel Hoeffel renonça à prendre part et qui ne modifia pas les équilibres issus des élections de 2004.

### Sénateurs de 2014 à 2020
- Guy-Dominique Kennel : LR.
- André Reichardt : LR.
- Jacques Bigot: PS, Maire d'Illkirch-Graffenstaden et conseiller eurométropolitain.
- Claude Kern : UDI, Maire de Gries et président de la communauté de communes de la Basse Zorn.
- Fabienne Keller : LR puis LREM en 2018. Conseillère municipale et communautaire de Strasbourg. Élue députée européenne, elle démissionne de son mandat de sénatrice le 23 juin 2019.
- Esther Sittler : LR, elle redevient sénatrice le 24 juin 2019, à la suite de l'élection de Fabienne Keller au Parlement européen.

### Sénateurs depuis 2020
| Sénateur | Sénateur              | Parti | Autres fonctions                                                           |
| -------- | --------------------- | ----- | -------------------------------------------------------------------------- |
|          | Jacques Fernique      | EELV  | Conseiller Municipal de Geispolsheim.                                      |
|          | Elsa Schalck          | LR    |                                                                            |
|          | André Reichardt       | LR    | Conseiller régional d'Alsace-Champagne-Ardenne-Lorraine.                   |
|          | Laurence Muller-Bronn | LR    |                                                                            |
|          | Claude Kern           | UDI   | Maire de Gries et président de la communauté de communes de la Basse Zorn. |